# Morten Nordstrand
Morten Nordstrand Nielsen (født 8. juni 1983) er en dansk tidligere fodboldspiller, der gennem sin karriere spillede som angriber i bl.a. FC Nordsjælland og F.C. København. Han spillede i en kortere periode i den hollandske klub FC Groningen, hvor han dog var plaget af skader samt i karrierens efterår i australske Newcastle Jets FC.
Han er i dansk fodbold kendt for at være topscorer i Superligaen 2008-09 med FCK og for at have scoret to gange på saksespark mod F.C. København, da han spillede for henholdsvis FC Nordsjælland og AGF.
Han opnåede at spille otte kampe på det danske A-landshold med tre scoringer til følge.

## Klubkarriere
Karrieren blev indledt i fødebyen Hundested. Herfra tog han senere til Frederikshavn, hvor han skulle gå på Nordjyllands Sportscollege og spille for byens bedste fodboldklub FfI. Dette endte dog med kun at vare et halvt år, da han ikke fik spilletid på det niveau han forventede og vente derfor tilbage til Sjælland, denne gang dog for Lyngby BK.
I sæsonen 2005/06 skiftede han Lyngby BK ud med FC Nordsjælland efter, at han havde scoret 29 mål i Viasat Sport Divisionen. I FC Nordsjælland fortsatte han sin stime af målscoringer, og endte nr. 2 på topscorerlisten med 18 mål i sin første sæson i den bedste danske fodboldrække, kun overgået af svenske Rade Prica, der scorede ét mål mere. Ud over de 18 mål, nåede han at lave 14 assists i de 33 Superligakampe. Dette gjorde ham til en klar nummer et på tipsbladets mål+assists liste. Efter kun et år i FC Nordsjælland skiftede han den 6. juli 2007 til de danske mestre fra F.C. København. Her blev han præsenteret sammen med Rasmus Würtz på en 5-årig kontrakt. Ifølge rygtet, blev han købt fri for omkring 15 mio. danske kroner, hvilket gjorde ham til den hidtil dyreste spiller, handlet mellem to danske klubber.
I F.C. København scorede han sit første mål efter kun 31 minutter i en træningskamp mod tyske Schalke 04, en kamp der endte 2-2. Nordstrand opnåede fast spilletid som angriber i FCK, og blev topscorer i Superligaen i sæsonen 2008/09. På trods af status som superligatopscorer havde Nordstrand vanskeligt ved at fastholde sin plads i FCKs startopstilling, og der blev i efteråret 2009 indgået lejeaftale med den hollandske klub FC Groningen. I Groningen scorede Nordstrand i sin debutkamp, men han blev kort efter skadet, og skaderne medførte, at han alene fik 12 kampe i sæsonen 2009/10. Nordstrand vendte herefter tilbage til FCK, hvor det imidlertid alene blev til ganske få kampe i efterårssæsonen 2010. Sammen med FCK-holdkammeraten Bryan Oviedo blev han den 28. januar 2011 udlejet til sin tidligere klub FC Nordsjælland. Aftalen trådte i kraft med øjeblikkelig virkning frem til den 30. juni samme år. Efter lejeperiodens udløb returnerede Nordstrand til FCK, men fra sommeren 2012 skiftede han tilbage til FC Nordsjælland på en toårig kontrakt.
Den 11. november 2013 vandt han prisen for "Årets mål". Det var et saksespark, som han scorede i fjerde spillerunde (2013-2014) for FC Nordsjælland mod F.C. København i kampen, der endte 2-2.
Da kontrakten med FC Nordsjælland udløb, kom Nordstrand til AGF, men her opnåede han aldrig en stamplads, og i vintertransfervinduet 2015-16 fik han ikke forlænget sin kontrakt. For AGF gentog han den 23. august 2015 en scoring på skasespark mod sin tidligere klub FC København i Parken. Ligesom kampen i 2013 endte opgøret 2-2.
Efter AGF kom han til australske Newcastle Jets FC, hvor han brillerede i et par kampe, men alligevel ikke opnåede rigtig stor succes. I sommeren 2017 vendte han derfor hjem fra Australien og fik en kontrakt med Fremad Amager. Ved afslutningen af 2017/18 sæsonen meddelte Nordstrand, at han indstillede karrieren.

## Landsholdskarriere
Morten Nordstrand debuterede for Danmarks fodboldlandshold den 6. februar 2007 i en kamp mod Australien. Han opnåede otte kampe og tre mål (to mod Liechtenstein og ét mod Malta).

## Karrierestatistik

### Klub
| Hold            | Sæson           | Liga  | Liga | DBU's pokaltunering | DBU's pokaltunering | Europæiske kampe | Europæiske kampe | Andre turneringer | Andre turneringer | I alt | I alt |
| Hold            | Sæson           | Kampe | Mål  | Kampe               | Mål                 | Kampe            | Mål              | Kampe             | Mål               | Kampe | Mål   |
| --------------- | --------------- | ----- | ---- | ------------------- | ------------------- | ---------------- | ---------------- | ----------------- | ----------------- | ----- | ----- |
| Lyngby          | 2001-02         | 3     | 0    | -                   | -                   | -                | -                | -                 | -                 | 3     | 0     |
| Lyngby          | 2002-03         | 23    | 19   | 0                   | 0                   | 0                | 0                | 0                 | 0                 | 23    | 19    |
| Lyngby          | 2003-04         | 9     | 3    | 0                   | 0                   | 0                | 0                | 0                 | 0                 | 9     | 3     |
| Lyngby          | 2004-05         | 29    | 22   | 0                   | 0                   | 0                | 0                | -                 | -                 | 29    | 22    |
| Lyngby          | 2005-06         | 29    | 29   | 0                   | 0                   | 0                | 0                | -                 | -                 | 29    | 29    |
| FC Nordsjælland | 2006-07         | 33    | 18   | 0                   | 0                   | 0                | 0                | 0                 | 0                 | 33    | 18    |
| FCK             | 2007-08         | 29    | 9    | 4                   | 2                   | 9                | 1                | 0                 | 0                 | 42    | 12    |
| FCK             | 2008-09         | 29    | 16   | 4                   | 1                   | 9                | 3                | -                 | -                 | 42    | 20    |
| FCK             | 2009-10         | 2     | 1    | -                   | -                   | 2                | 3                | -                 | -                 | 4     | 3     |
| FC Groningen    | 2009-10         | 12    | 2    | 0                   | 0                   | 0                | 0                | 0                 | 0                 | 12    | 2     |
| FCK             | 2010-11         | 0     | 0    | 0                   | 0                   | 0                | 0                | 0                 | 0                 | 0     | 0     |
| FC Nordsjælland | 2010-11         | 0     | 0    | 0                   | 0                   | 0                | 0                | 0                 | 0                 | 0     | 0     |
| Karrieren i alt | Karrieren i alt | 186   | 117  | 8                   | 3                   | 20               | 6                | 0                 | 0                 | 224   | 128   |